# Peter Allen
Peter Allen (Hove, Inglaterra; 1 de noviembre de 1946-6 de febrero de 2023) fue un futbolista británico que jugó en la posición de centrocampista.

## Carrera
| Periodo   | Club             | Apariciones | Goles |
| --------- | ---------------- | ----------- | ----- |
| 1965–1978 | Leyton Orient FC | 432         | 27    |
| 1978      | Millwall FC      | 18          | 0     |

## Logros
- Tercera División de Inglaterra: 1

1969/70

## Récords
- Único jugador con más de 400 partidos jugados con Leyton Orient FC, y récord de apariciones con el club.[3]